# San Francisco Shaxni
San Francisco Shaxni är en ort i Mexiko, tillhörande kommunen Acambay de Ruíz Castañeda i den västra delen av delstaten Mexiko, i den centrala delen av landet. Orten hade 2 211 invånare vid folkräkningen 2010.